# Мост имени Валентина Солохина
Мост имени Валенти́на Соло́хина (Югорский мост) — вантовый мост через реку Обь в районе города Сургут, один из самых длинных мостов в Сибири: длина составляет 2110 метров (общая длина с подходами — около 15 км), длина центрального пролёта — 408 м. Пролёт моста поддерживается одним пилоном высотой 150 м. Открытие моста состоялось 14 сентября 2000 года — строительство велось 5 лет.
Заказчик — Сургутская районная дирекция Дорожного департамента Ханты-Мансийского автономного округа. Подрядчиком выступил ОАО «Мостострой-11». Мост спроектировал коллектив ОАО «Гипротрансмост» под руководством главных инженеров проекта Б. Д. Марикова, Б. Г. Жаворонкова и А. Б. Мельникова.
Югорский мост стоит на пересечении автомобильных маршрутов «Томск—Нижневартовск—Сургут—Нефтеюганск—Ханты-Мансийск—Ивдель—Серов—Пермь» (Северная широтная магистраль) и Тюмень—Сургут—Новый Уренгой—Надым—Салехард. До ввода моста в эксплуатацию автомобильная связь Сургута и других нефте- и газодобывающих районов Югры и Ямала с «большой землёй» была неустойчивой и осуществлялась зимой посредством ледовой переправы через Обь, а летом — паромом.
К 9-летию моста прямо у его подножия открылся музей, посвящённый строителям, конструкциям и т. д. Там же находится главный «ключ открытия» моста. В 2021 году мосту присвоено имя его создателя — Валентина Солохина, который ушёл из жизни в 2018 году. Он руководил «Мостостроем-11», был почетным гражданином Югры, Сургута и Сургутского района.
По состоянию на 2022 год интенсивность движения по мосту почти в три раза превышает расчетную — 14 тыс. автомобилей в сутки, вместо плановых 5 тыс. Чтобы разгрузить его, а заодно перенаправить тяжелый грузовой транспорт в обход города, в 2018 году было принято решение о строительстве Второго сургутского моста: он появится примерно в 20 км выше по течению. Его строительство началось 6 июля 2022 года.